# Petit-Bevange
Petit-Bevange (lb. Klengbéiweng, Kleng Béiweng) – mała miejscowość (lieu-dit) w południowo-zachodnim Luksemburgu, w gminie Garnich, w kantonie Capellen. Do 3 października 2015 leżała w dystrykcie Luksemburg.